# Glabella mirabilis
Glabella mirabilis is een slakkensoort uit de familie van de Marginellidae. De wetenschappelijke naam van de soort is voor het eerst geldig gepubliceerd in 1869 door H. Adams.